# Château de la Combe (Sermur)
Pour les articles homonymes, voir Château de la Combe.
Le château de la Combe est un édifice situé à Sermur, en France.

## Localisation
Le château est situé sur le territoire de la commune de Sermur dans le département de la Creuse et la région Nouvelle-Aquitaine.

## Description
Le château de la Combe est un logis de plan rectangulaire, il présente trois niveaux d'élévation plus un de comble. La façade principale, rythmée de baies contraste avec la façade arrière occupée par deux tours rondes accolées et couvertes d'une seule toiture. Un pigeonnier, auquel est accolé une grange-remise au XIXe siècle, est implanté devant le logis. Une vaste grange-écurie-étable datant de la fin du XVIIIe siècle se dresse le long du chemin d'accès au domaine. En contrebas, trois moulins sont installés au pied de l'étang de la Combe. 

## Historique
La seigneurie de la Combe est attestée à la fin du XVIe siècle.
Le domaine du château est inscrit au titre des monuments historiques par arrêté du 14 juin 2011.